# Адипофилија
Адипофилија (исто "дебели фетишизам") је сексуална привлачност усмерена ка гојазним особама првенствено због њихове тежине и величине. Разноврсност фетишизма са мастима је храњење или добијање, где се сексуално задовољство не добија из саме масти, већ из процеса добијања, или помагања другима да добију телесну масноћу. Дебели фетишизам такође укључује пуњење, док је фокус узбуђења на сензацијама и својствима стварне или симулиране добити.

## Као субкултура
Заједница адипофилије се преклапала са покретима боди-позитивности и феминизма. Национално удружење за унапређивање прихватања масти (НААФА) радило је као заговарачка организација за гојазне људе, али је делимично формирана како би помогла мушким фетишистима масти и другим обожавањима масти (ФАС) да налазе гојазне жене и имају секс.
Дебели фетишизам као заједница је претежно хетеросексуалан, фокусирајући се на гојазне жене и мршаве мушкарце. Дебели фетишизам укључује и стварне и интернетске заједнице. Праксе и субкултуре дебелог фетишизма укључују интернет порнографију; "добивање" и "храњење", што укључује јело да би се намерно повећала тежина; и "гњечење" што је сексуална привлачност према идеји да особу гојазна особа или људи згњече.